# Чэн Сяодун
Чэн Сяоду́н (иер. трад. 程小東, кант.-рус.: Чхин Сиутун, пиньинь: Chéng Xiǎodōng, также известен как  Тони Чхин ) — китайский режиссёр, постановщик трюков и клипмейкер.

## Биография
Родился в 1953 году в Гонконге.
Чэн Сяодун считается одним из самых талантливых китайских режиссёров и хореографов современности. Впрочем, в традиционной китайской «табели о рангах» как режиссёр он считается третьим после Джона Ву и Чжан Имоу, как хореограф — уступает Юнь Вопхину. Однако, Чэн на данный момент — единственный из китайских режиссёров, кроме Ву, кому удалось сделать кинокарьеру на Западе.
Это удалось Чэну Сяодуну благодаря успеху своей «Китайской истории о призраках» 1987 года, которая для многих зрителей стала первой китайской картиной в жанре хоррор. Этот фильм стал стандартом де-факто в изображении китайских призраков, без усилий летающих по воздуху и имеющих нечеловеческую силу. Позднее этот же образ Чэн использовал в клипе французской певицы Милен Фармер «L’Ame-Stram-Gram» (1999).
Чэн Сяодун наиболее известен своими работами по хореографии и постановке боевых сцен в известных китайских фильмах. Так, ему принадлежит постановка трюков в известной комедии — «Шаолиньском футболе» (2000), а также хореография боёв в фильме Чжан Имоу «Герой» (2002). Несмотря на то, что следующий фильм Чжана и Чэна — «Дом летающих кинжалов» (2004) — был принят критикой не так хорошо, как «Герой», Чэн Сяодун, по мнению зрителей, проделал прекрасную работу по подготовке актёров к впечатляющим боевым сценам.

## Избранная фильмография
- «14 амазонок» — постановщик боевых сцен (1972)
- «Дуэль до смерти» — режиссёр, постановщик боевых сцен (1982)
- «Блюз Пекинской оперы[англ.]» — постановщик трюков (1986)[источник не указан 2966 дней]
- «Китайская история о призраках» — режиссёр (1987)
- «Терракотовый воин» — режиссёр (1989)
- «Виртуоз» — сорежиссёр (1990)
- «Виртуоз 2» — сорежиссёр (1992)
- L’Âme-Stram-Gram — режиссёр (1999)
- «Обнажённое оружие» — режиссёр (2000)
- «Шаолиньский футбол» — постановщик трюков (2001)
- «Герой» — постановщик боевых сцен (2002)
- «Охота на зверя» — режиссёр (2002)
- «Дом летающих кинжалов» — постановщик боевых сцен (2004)
- «Чародей и белая змея» — режиссёр (2011)